# Drouwenerveen
Drouwenerveen is een dorp in de gemeente Borger-Odoorn, provincie Drenthe (Nederland). Drouwenerveen telde in 2023 285 inwoners. Het dorp grenst in het noordwesten aan Gasselternijveen, in het zuidoosten aan Buinerveen.

## Geschiedenis
Het gebied van de Drouwenervenen maakte deel uit van een uitgestrekt hoogveengebied, het Bourtangermoeras. Het gebied is in de loop van duizenden jaren ontstaan en vormde een ontoegankelijk gebied, dat deels gebruikt werd ter bescherming van Groningen en Drenthe voor mogelijke invallen vanuit het oosten.
De eerste pogingen tot ontginning van het veengebied van Drouwen in de 17e eeuw leden schipbreuk door geldgebrek en faillissementen van de ontginners. In de 18e eeuw werden nieuwe pogingen gewaagd door de markegenoten van Drouwen. Het ontbreken van een goed afvoerkanaal voor de turf vormde in die periode het hoofdprobleem waardoor er geen grootschalige ontginning kon plaatsvinden. Wel ontstond er een kleinschalige ontginning nabij Gasselternijveen. Vanaf 1725 is er op de plek van het huidige Drouwenerveen sprake van een kleine nederzetting. Deze nederzetting werd het Drouwener Moeras genoemd. Er woonden enkele boeren, die boekweit verbouwden op het hoogveen, enkele ambachtslieden en wat armlastige bewoners. In 1807 telde het gebied 23 woningen.
Grootschalige ontginning van het gebied vond plaats in de 19e eeuw. De afvoer van turf werd mogelijk via wijken en diepen naar het nieuw gegraven Stadskanaal. Voor de ontginning van het gebied werd de Drouwender Veenmaatschappij opgericht, waarin diverse voorstaande Drentse bestuurders participeerden. Een van hen, Gerrit Kniphorst, haalde arbeiders uit het Zeeuwse Westkapelle om te werken in de Drouwener venen. Zij werden gehuisvest in het Zeelandstreekje, nabij Stadskanaal. Het hoogtepunt van de ontginning lag tussen 1850 en 1880. Na 1880, toen het veen was afgegraven en de verveningen ten einde liepen, ontwikkelde Drouwenerveen zich tot een boerennederzetting met veenkoloniale akkerbouw. Op de ontgonnen dalgronden werden vooral aardappels, haver en rogge verbouwd. Het gebruik van kunstmest op het einde van de 19e eeuw droeg bij aan de verdere ontwikkeling van de akkerbouw in het gebied. Tegen het eind van de 19e eeuw was het inwoneraantal van Drouwenerveen uitgegroeid tot meer dan 350.

## Streektaal
Het dialect dat in Drouwenerveen wordt gesproken is het Veenkoloniaals, een Gronings dialect dat gesproken wordt in de Gronings-Drentse veenkoloniën.
Drenthe: Steden en dorpen      Nederland: Provincies · Gemeenten